# نيري باندييرا
نيري باندييرا (بالإسبانية: Neri Bandiera)‏ (3 يوليو 1989 بروساريو في الأرجنتين - ) هو لاعب كرة قدم أرجنتيني في مركز الهجوم.

## روابط خارجية
- نيري باندييرا على موقع قاعدة بيانات كرة القدم.إي يو (الإنجليزية)
- نيري باندييرا على موقع Soccerway.com (الإنجليزية)